# Coccophagus subflavescens
Coccophagus subflavescens är en stekelart som beskrevs av Hayat 1971. Coccophagus subflavescens ingår i släktet Coccophagus och familjen växtlussteklar. Inga underarter finns listade i Catalogue of Life.